# Douairière
 (octobre 2009).
Si vous disposez d'ouvrages ou d'articles de référence ou si vous connaissez des sites web de qualité traitant du thème abordé ici, merci de compléter l'article en donnant les références utiles à sa vérifiabilité et en les liant à la section « Notes et références ».

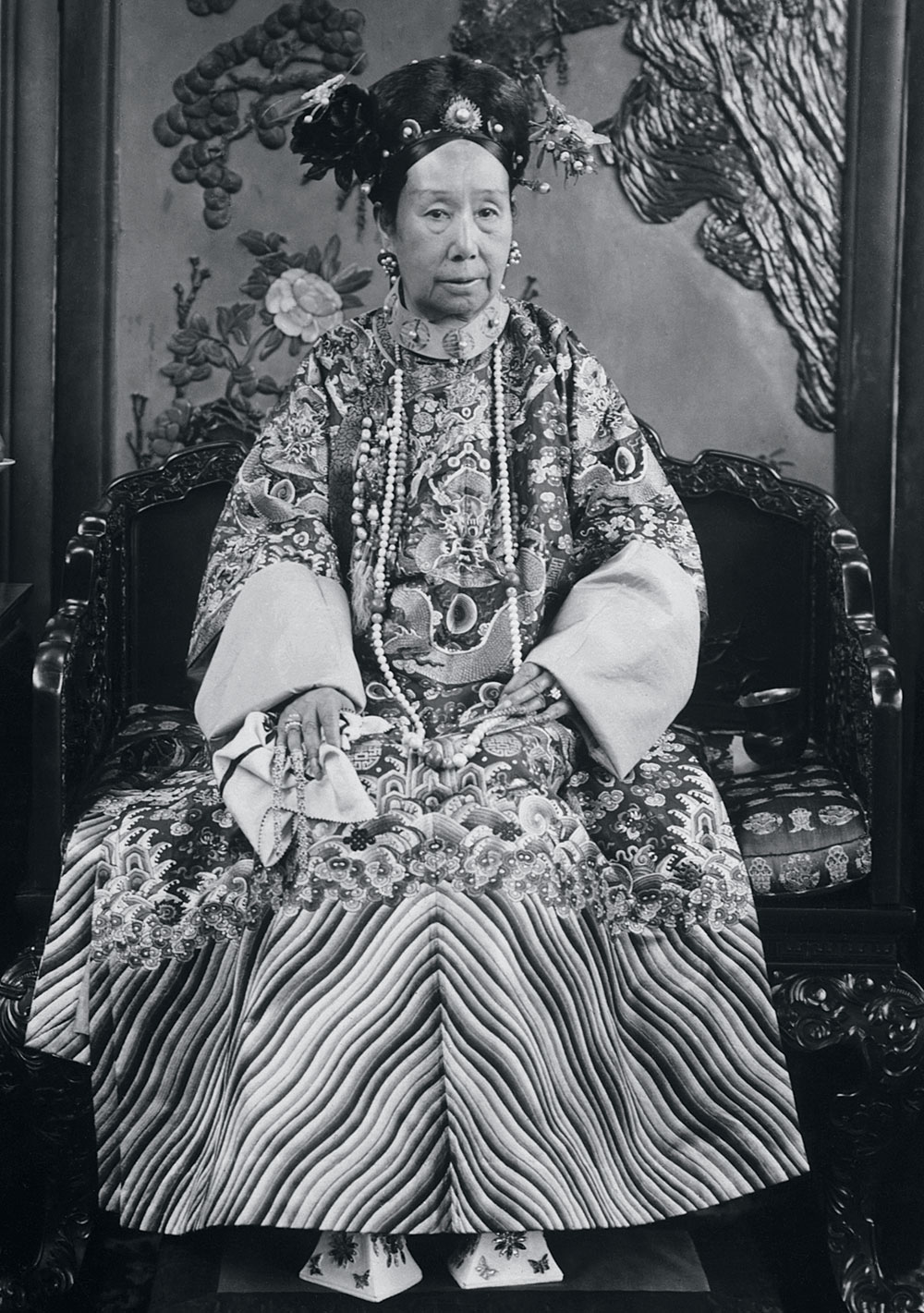
L'impératrice douairière Cixi, de la dynastie des Qing.

Une douairière est, en droit ancien (conventionnel ou coutumier), une veuve d'un milieu aristocratique jouissant d'une partie des biens de son défunt mari qui constituent son douaire.
Le sort de la douairière se distingue de celui d'un prince apanagé qui dispose pour sa part d'un apanage constitué pour subvenir à ses besoins. Le douaire se distingue également de la dot, qui est constituée au profit de l'épouse à l'occasion de son mariage.
Si le défunt mari régnait ou portait un titre, on parle d'impératrice douairière, de reine douairière, de duchesse douairière... Une reine douairière est parfois appelée reine mère lorsqu'elle est la mère du souverain en titre. Le terme n'a alors que peu de rapport avec un éventuel douaire et constitue une précision utile lorsque deux femmes portent le même titre.

## Histoire

### Liste chronologique de quelques impératrices douairières
Chine :
- Cixi devint impératrice douairière de Chine en 1861, date à laquelle son fils monte sur le trône, ce qui lui donne la prééminence sur toutes les autres épouses et concubines laissées par le monarque précédent  et justifie ce titre que lui donnent les historiens ;
- Longyu.

Russie :
- Alexandra Fedorovna, née Charlotte de Prusse, veuve de l'empereur Nicolas Ier de Russie, mort en 1855.
- Maria Fedorovna, née Dagmar de Danemark, veuve de l'empereur Alexandre III de Russie, mort en 1894.

Empire du Japon
- L'impératrice Teimei, épouse de l'empereur Taishō, mort en 1926. Elle exerce une grande influence au sein du clan impérial pendant la maladie de son mari. Cette influence persiste après l'intronisation de son fils Hirohito qui inaugure l'ère Showa.

Empire français
- L'impératrice Joséphine de Beauharnais, épouse de l'empereur Napoléon Ier, faite douairière par celui-ci à la suite de leur divorce en décembre 1809.

### Liste chronologique de quelques reines douairières
- Anne de Bretagne, veuve de Charles VIII de France en 1498, conserve son douaire lors de son remariage avec Louis XII de France l'année suivante.
- Marie Stuart, reine d'Écosse, veuve de François II, mort en 1560.
- Alexandra de Danemark, veuve d'Édouard VII du Royaume-Uni, mort en 1910.
- Marie de Teck, veuve de George V du Royaume-Uni, mort en 1936.
- Elizabeth Bowes-Lyon, veuve de George VI du Royaume-Uni, mort en 1952 ; elle reçut le titre de « reine mère » parce qu'il y avait une « reine douairière » survivante.
- Fabiola de Mora y Aragón, veuve de Baudouin de Belgique, mort en 1993.
- Sirikit Kitiyakara, veuve de Rama IX de Thaïlande, mort en 2016.

### Liste chronologique de quelques princesses douairières
- Charlotte-Marguerite de Montmorency, Princesse douairière de Condé, veuve de Henri II de Bourbon-Condé [1]
- Louise Élisabeth de Bourbon-Condé, princesse douairière de Conti, veuve de Louis-Armand II de Bourbon-Conti en 1727.
- Ghislaine Dommanget (1900 – 1991), veuve  de Louis II de Monaco en 1949.
- Princesse Lalla Latifa 1946-2024 , princesse douairière

### Liste chronologique de quelques duchesses douairières
- Marguerite d'York, duchesse douairière de Bourgogne[2], veuve de Charles le Téméraire en 1477. La même année, elle fait épouser à sa belle-fille la duchesse Marie de Bourgogne le futur empereur germanique Maximilien Ier du Saint-Empire. Puis, à la mort en 1482 de la duchesse Marie (décédée à 25 ans d'une chute de cheval), elle s'occupe personnellement des deux enfants de sa belle-fille : Philippe Ier de Castille et Marguerite d'Autriche.
- Marguerite d'Autriche, duchesse douairière de Savoie, veuve de Philibert-le-Beau en 1504. Elle fit bâtir pour son défunt époux le monastère royal de Brou à Bourg-en-Bresse.
- Marguerite de Chabot, duchesse douairière d'Elbeuf, veuve de Charles Ier d'Elbeuf en 1605.

### Liste chronologique de quelques comtesses douairières
- Mathilde de Portugal (1157-1218), connue aussi sous le nom de Thérésa, veuve du comte de Flandre Philippe d'Alsace, comtesse douairière de l'Artois
- Clémence (ou Clémentine) de Bourgogne, comtesse douairière, veuve de Robert II de Flandre

Contesta sans succès, en 1119, la désignation de Charles Ier de Flandre comme comte de Flandre.
- Bérangère de Navarre, comtesse douairière du Maine, veuve de Richard Cœur de Lion

Céda, après 1199, certains de ses droits (dont ceux sur Château-du-Loir) à Guillaume des Roches, sénéchal.
- Anne d'Alègre, comtesse douairière de Laval, veuve de Guy XIX de Laval en 1586
- Charlotte-Brabantine d'Orange-Nassau, comtesse douairière de Laval

Contesta sans succès avec d'autres, en 1606, l'héritage de Claude de la Trémoïlle.
- Marie Thérèse de Broglie, comtesse douairière de Lameth

Fut marraine, en 1768, de la cloche de l'église de Bresle (village de la Somme).

## Littérature
Le terme de « douairière » apparaît, entre autres, chez :
- Malherbe, qui l'utilise dans le titre d'un poème :

« A madame la princesse douairière, Charlotte de la Trémouille ».
- La Fontaine, qui l'utilise dans le titre d'une de ses pièces poétiques :

« Pour Mignon, Chien de S A R Madame la Duchesse Douairière d'Orléans ».
- Mérimée, qui l'emploie à deux reprises dans le 2e paragraphe de sa célèbre dictée, en 1857.
- George Sand.
- Alphonse Daudet, dans Les Lettres de mon moulin :

Le mot douairière est employé deux fois dans « Les 3 messes basses ».
- Alexandre Dumas, dans Le Vicomte de Bragelonne :

Le terme est employé à de nombreuses reprises en référence à Henriette-Marie de France, veuve de Charles Ier, roi d'Angleterre.
- Balzac, dans Ferragus, chef des Dévorants :

La douairière est la grand-mère d'Auguste de Maulincour.
- Proust, dans Du côté de chez Swann.